# Ocymeny
Ocymeny – grupa organicznych związków chemicznych z grupy monoterpenów o wzorze C10H16, w skład której wchodzą stereoizomery α-ocymenu, β-ocymenu i allo-ocymenu. Występują naturalnie w olejkach eterycznych, m.in. w olejku lawendowym i olejku nagietkowym. Są wykorzystywane w przemyśle perfumeryjnym.

(E)-α-ocymen
(Z)-β-ocymen
(E)-β-ocymen
(E,E)-allo-ocymen